# Рурський конфлікт
Ру́рський конфлі́кт (нім. Ruhrbesetzung, фр. L'occupation de la Ruhr) — кульмінаційний період військово-політичного конфлікту між Веймарською республікою і франко-бельгійськими окупаційними військами у Рурському басейні, що мав місце у 1923 році.

## Передумови

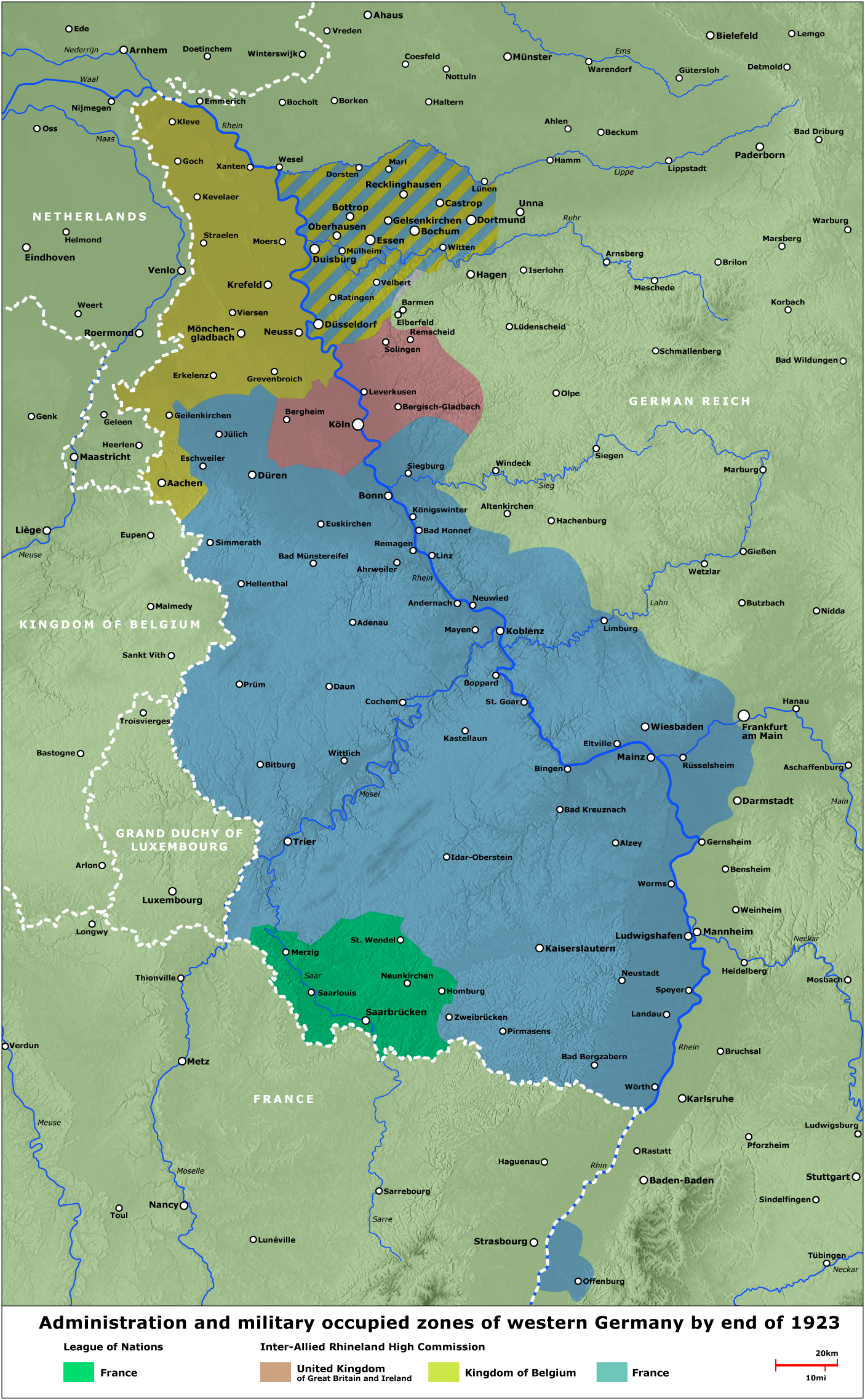
Мапа окупації Рейнської області (1923)

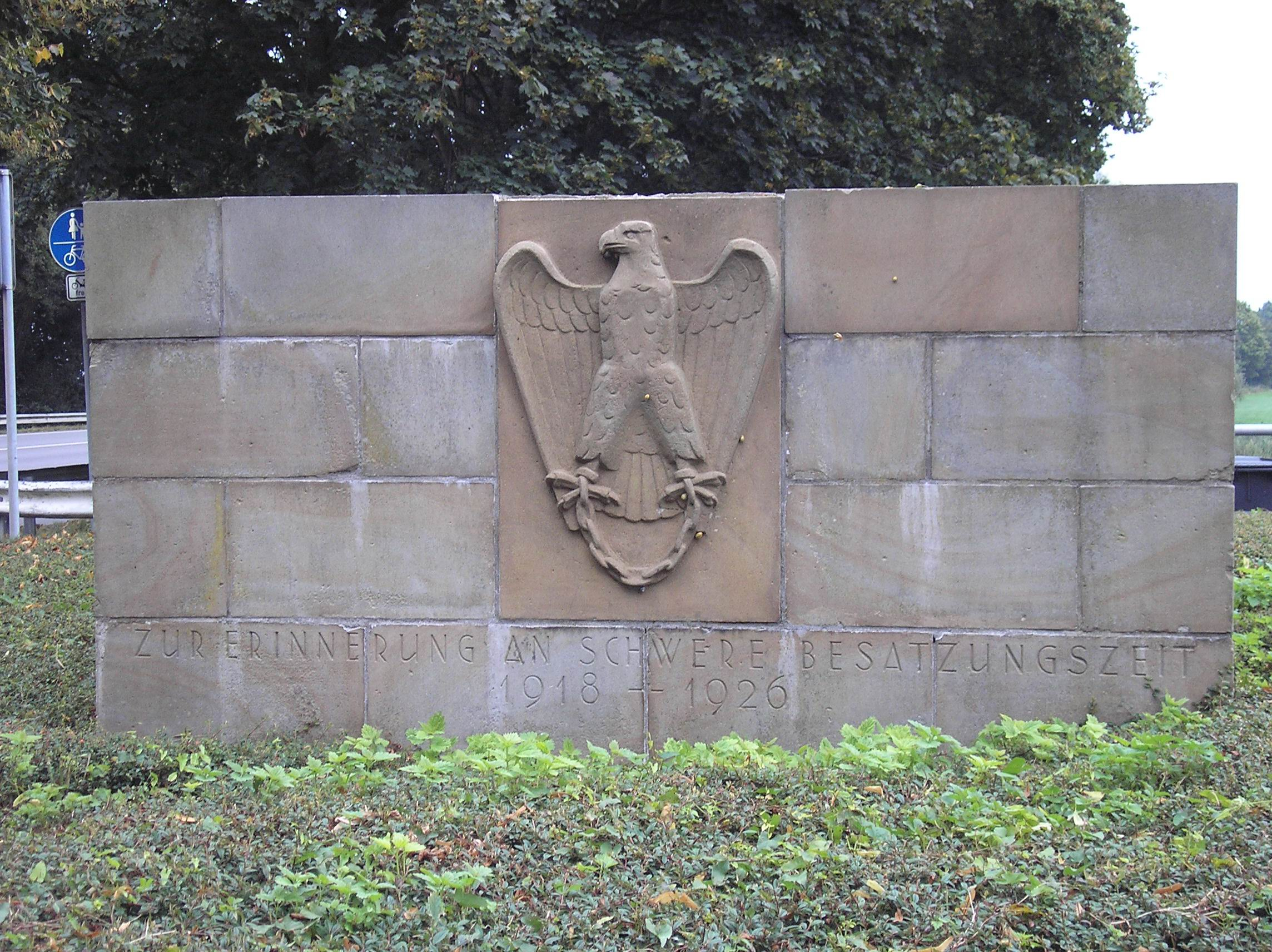
Меморіал важких часів окупації у Клеве

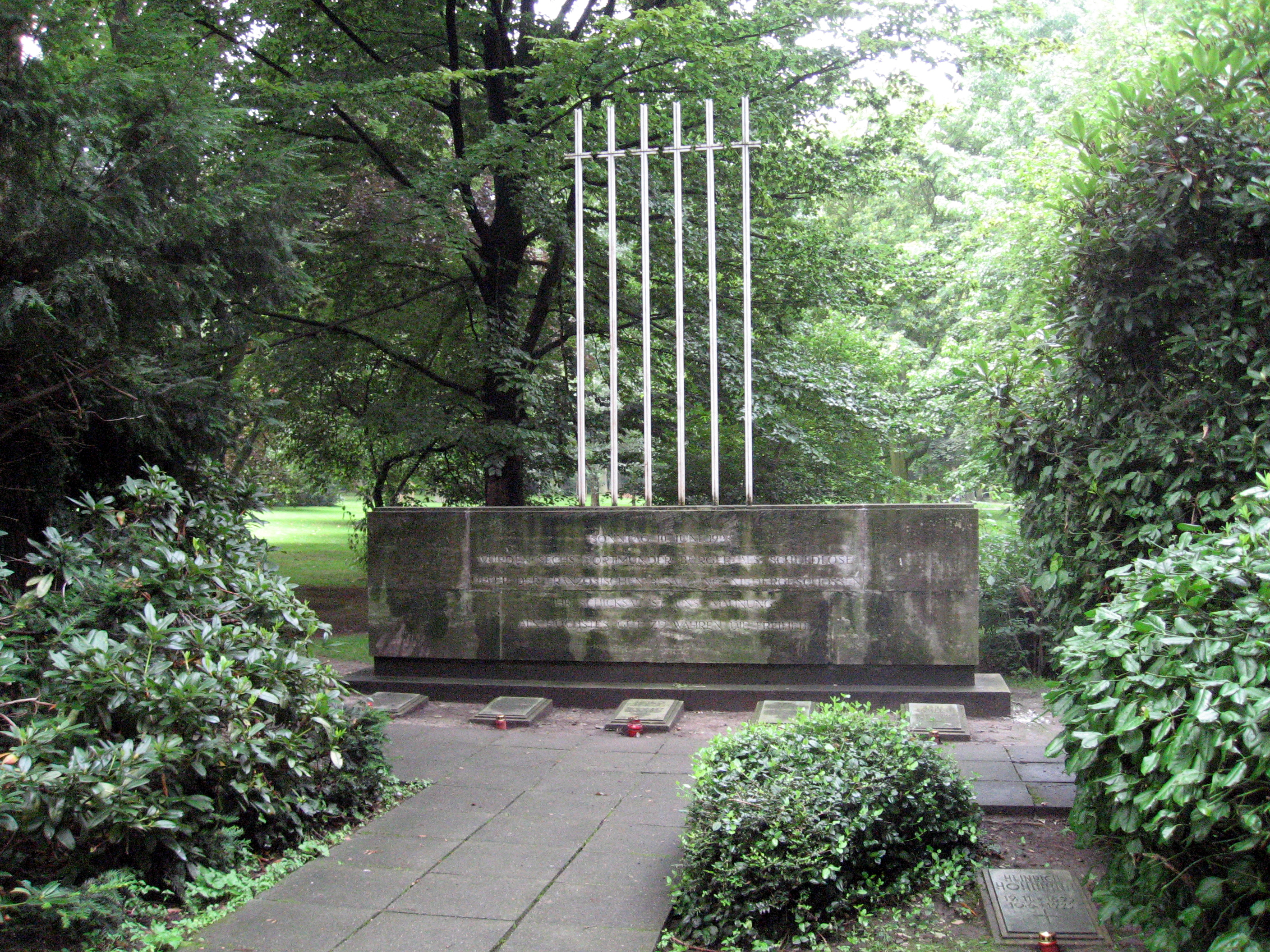
Пам'ятник заручникам, розстріляним під час Рурського конфлікту французами у Дортмунді

Версальською угодою 1919 року на Веймарську республіку накладалися зобов'язання зі сплати репарацій країнам-переможницям у Першій світовій війні. На безкомпромісному виконанні положень угоди наполягав насамперед президент Франції Раймон Пуанкаре, який захищав економічні та політичні інтереси своєї країни. Після появи затримок у постачаннях французькі війська кілька разів входили на не окуповані території Німеччини. 8 березня 1921 року французькі та бельгійські війська окупували міста Дуйсбург і Дюссельдорф, що перебували у Рейнській демілітаризованій зоні, тим самим забезпечивши собі плацдарм для подальшої окупації усього промислового регіону в Рейнланд-Вестфалії. Франція здобула можливість контролювати порти Дуйсбурга й отримувати точну інформацію щодо загального розміру експорту вугілля, сталі й готової продукції з Руру. В Лондонському ультиматумі від 5 травня 1921 року встановлювався графік виплати репарацій на загальну суму у 132 мільярди золотих марок, а в разі відмови у відповідь передбачалася окупація Рурського регіону.
Край «політиці виконання» (Erfüllungspolitik) поклав розподіл Верхньої Сілезії, здійснений за ініціативою Франції та сприйнятий у Німеччині як нищівна поразка: на референдумі стосовно державної приналежності цієї провінції 20 березня 1921 року Німеччина отримала 59,4 %, а Польща — 40,6 %. Новий політичний курс було орієнтовано на боротьбу з антинімецьким франко-польським альянсом, чим значною мірою і зумовлено укладання 16 квітня 1922 року Рапалльської угоди з радянською Росією. Рапалльська угода знову-таки призвела до зміни курсу зовнішньої політики Франції та безпосередньо вплинула на її ухвалу окупувати Рур.
У 1922 році, з урахуванням економічної ситуації у Веймарській республіці, яка погіршувалася, союзники відмовились від репарацій у грошовій формі, замінивши їх натуральними виплатами (сталь, деревина, вугілля). 26 вересня союзницька комісія з репарацій одноголосно зафіксувала факт відставання Німеччини за термінами постачань репарацій. Коли 9 січня 1923 року комісія з репарацій заявила, що Веймарська Республіка умисно затримує постачання (у 1922 році замість необхідних 13,8 мільйонів тонн вугілля — тільки 11,7 мільйонів тонн, а замість 200 000 телеграфних щогл — тільки 65 000), Франція використала це як привід для введення військ у Рурський басейн.

## Перебіг протистояння

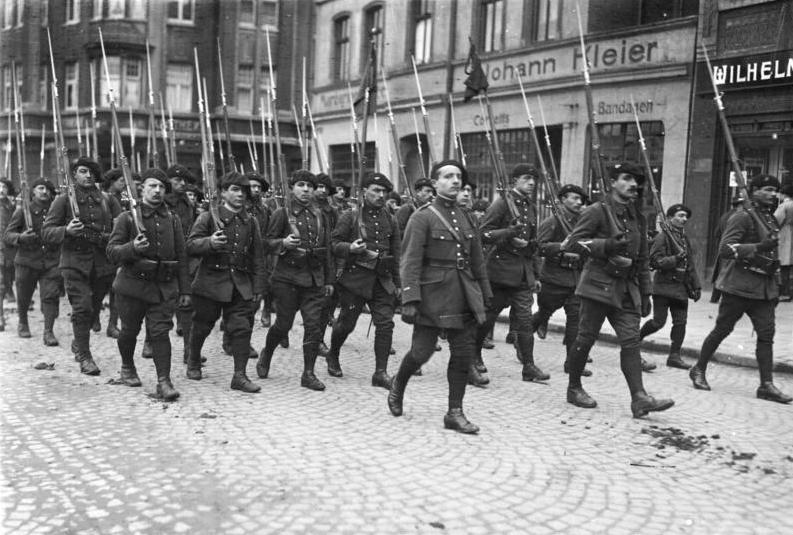
Французькі у (Гельзенкірхен)

У період з 11 до 16 січня 1923 року французькі та бельгійські війська під командуванням французького генерала Жана Дегутта кількістю первинно 60 тисяч чоловік (згодом до 100 тисяч) окупували всю територію Рурського регіону, узявши потужності з виробництва вугілля й коксу як «виробничий заклад» для забезпечення виконання Німеччиною своїх репараційних зобов'язань. Внаслідок окупації було зайнято близько 7 % повоєнної території Німеччини, де видобувалося 72 % вугілля й вироблялося понад 50 % чавуну та сталі. Однак прем'єр-міністр і міністр закордонних справ Франції Раймон Пуанкаре прагнув при цьому домогтися надання Рейнланду й Руру статусу, аналогічного статусу Саарського регіону, де приналежність території Німеччині мала тільки формальний характер, а влада перебувала в руках французів.
Уряд Великої Британії кваліфікував окупацію Рура як незаконну. Уряд Сполучених Штатів засудив окупацію як осудну «політику сили».
Введення окупаційних військ спричинило у Веймарській республіці хвилю народного обурення. Уряд на чолі з безпартійним рейхсканцлером Вільгельмом Куно закликав населення до «пасивного спротиву». Виплату репарацій було припинено, промисловість, управлінський апарат і транспорт охопив загальний страйк. Деякі підприємства й відомства відмовилися підкорятися розпорядженням окупантів. Франція відреагувала на це призначенням 150 тисяч штрафів, що подекуди супроводжувалися висиланням з окупованої території. Колишні члени фрайкора й комуністи організовували акти саботажу та здійснювали напади на окупаційні війська. Окупаційна влада відповідала каральними операціями, через які загинуло 137 осіб. З метою залякування до смертної кари за шпигунство й саботаж було засуджено і страчено члена фрайкора Альберта Лео Шляґетера, якого німецька пропаганда возвела згодом у ранг мученика.
Окрім пасивного спротиву, що завдавав економічних збитків, у боротьбі з окупантами застосовувався і мовний тиск: усі запозичені з французької слова замінювали німецькими (наприклад, замість «Kasino» — «Werksgasthaus» («Їдальня для персоналу»), замість «Telefon» — «Fernsprecher» («Телефон»), замість «Trottoir» — «Gehweg» («Тротуар»), а замість «automatisch» — «selbsttätig» («автоматичний»)).
Під час пасивного спротиву німецька держава узяла на себе виплату заробітної платні робітникам Рурського регіону коштом додаткового випуску грошей. Довго таке становище тривати не могло, оскільки загострення економічної кризи, інфляція, простій виробництва й недобір податків негативно позначалися на економіці Німеччини.

## Завершення й наслідки
26 вересня 1923 року новий рейхсканцлер Густав Штреземан був змушений оголосити про припинення пасивного спротиву. Реакційні сили в Баварії використовували припинення боротьби з окупантами для започаткування диктатури. Загальні збитки економіці через рурський конфлікт становили, за різними даними, від 4 до 5 мільярдів золотих марок.
Під тиском США та Великої Британії Франція підписала угоду МІКУМ (фр. Mission interalliée de Contrôle des Usines et des Mines (MICUM) — союзницька контрольна комісія з фабрик і шахт Руру) 1923—1924 років. Окупація Рурського регіону завершилася згідно з прийнятим 1924 року планом Дауеса у липні-серпні 1925 року.